# Lista de assassinos em série do Brasil
Um assassino em série ou assassino serial (também conhecido pelo nome em inglês serial killer) é um assassino que mata ao menos duas pessoas (ou três, segundo alguns especialistas) usando o mesmo modus operandi. 

A criminóloga brasileira Ilana Casoy escreve em seu livro Serial Killer: louco ou cruel?, na página 18, que: 
O termo teria sido usado pela primeira vez em meados de 1970 por Robert Ressler, agente aposentado do FBI.

## Assassinos em série por número de vítimas
| Nome                                    | Estado                     | Anos em atividade | Vítimas provadas em tribunal | Vítimas possíveis | Notas |
| --------------------------------------- | -------------------------- | ----------------- | ---------------------------- | ----------------- | --- |
| Júlio Santana                           | Maranhão e Pará            | 1971 a 2006       | 492                          | 492               | Atuava como assassino de aluguel; nunca foi julgado ou condenado e está em liberdade.                                                               |
| Pedro Rodrigues Filho                   | São Paulo                  | 1967 a 2003       | 71                           | 100+              | Ficou mais conhecido como "Pedrinho Matador"; liberto, foi morto a tiros em 5 de março de 2023.                                                     |
| Hélio José Muniz Filho                  | Pernambuco                 | 1971 a 1997       | 60                           | 65+               | Também conhecido como "Helinho"; o número exato de vítimas é desconhecido.                                                                          |
| Diogo da Rocha Figueira                 | São Paulo                  | 1894 – 1897       | 50+                          | 50+               | Também conhecido como "Dioguinho". |
| Cabo Bruno                              | São Paulo                  | 1980 a 1983       | 50                           | 50+               | Atuava como um justiceiro e tanto o período de atividade como o número total de vítimas são desconhecidos.                                          |
| Francisco Vital da Silva                | São Paulo                  | 1985 a 1986       | 50                           | 50+               | Atuava como um justiceiro após sua esposa e filha serem estuprada; o número total de vítimas é desconhecido; ficou conhecido como Chico Pé de Pato. |
| Jonas Félix da Silva                    |                            | 1986              | 50                           | 50+               | Atuava como um justiceiro após sua esposa ter sido estuprada.                                                                                       |
| Tiago Henrique Gomes da Rocha           | Goiás                      | 2011 a 2014       | 29                           | 39                | Também é conhecido como o "Assassino em série de Goiânia".                                                                                          |
| Albino Santos de Lima                   | Alagoas                    | 2019 a 2024       | 18                           |                   | Condenado a 37 anos de prisão; também conhecido como "Serial killer de Alagoas".                                                                    |
| Ramiro Matildes Siqueira                | São Paulo                  |                   | 15                           | 15+               | Por usar espingardas do tipo cartucheira ganhou o apelido de "Ramiro da Cartucheira" e "Bandido da Cartucheira".                                    |
| Laerte Patrocínio Orpinelli             | São Paulo                  | 1990 a 1999       | 10                           | 100+              | Também conhecido como "Maníaco da Bicicleta"; o número exato de vítimas é incerto.                                                                  |
| Francisco das Chagas Rodrigues de Brito | Maranhão                   | 1989 a 2004       | 28                           | 42                | Considerado um dos mais sádicos serial killers do Brasil, matou e emasculou de 28 a 42 meninos no Maranhão e no Pará.                               |
| Orlando Sabino                          | Minas Gerais e Goiás       | 1966 a 1972       | 12                           | 19                | Também conhecido como "Monstro de Capinópolis". |
| Paulo José Lisboa                       | São Paulo e Espírito Santo | 1980 a 2000       | 11                           | 11                | Também conhecido como "Maníaco da Corrente". |
| Adriano da Silva                        | Rio Grande do Sul          | 2001 a 2004       | 9                            | 12                | Ficou conhecido como o "Monstro de Passo Fundo". |
| Benedito Moreira de Carvalho            | São Paulo                  | 1937 a 1952       | 8                            | 8                 | Também conhecido como o "Monstro de Guaianases", "Monstro de Guaiauna" e "Estrangulador Loiro".                                                     |
| Marcelo Costa de Andrade                | Rio de Janeiro             | 1991              | 8                            | 14                | Conhecido como "Vampiro de Niterói". |
| Ronis de Oliveira Bastos                | São Paulo                  | 2011              | 8                            | 8                 | Foi considerado inimputável por ter problemas mentais; morreu num manicômio judiciário.                                                             |
| Francisco de Marco                      | São Paulo e Minas Gerais   | 1953 – 1984       | 7                            | 7                 | Também apelidado como o Chico Vidraceiro, Monstro de Rio Claro e o Vampiro de Rio Claro.                                                            |
| José Paz Bezerra                        | São Paulo e Pará           | 1966 a 1971       | 7                            | 24                | Conhecido como "O Monstro do Morumbi". |
| Francisco de Assis Pereira              | São Paulo                  | 1997 a 1998       | 7                            | 11                | Conhecido como "O Maníaco do Parque". |
| Paulo Sérgio Guimarães da Silva         | Rio Grande do Sul          | 1998 a 1999       | 7                            | 7                 | Conhecido como "O Maníaco do Cassino". |
| Corumbá                                 | Diversos                   | 1999 a 2005       | 6                            | 6                 | Fez vítimas no Maranhão, Goiás, Minas Gerais e na Bahia.                                                                                            |
| Jonathan Lopes de Santana               | São Paulo                  | 2014              | 6                            | 6                 | Também chamado de "Maníaco de Mogi das Cruzes". |
| Roneys Fon Firmino Gomes                | Paraná                     | 2001 a 2015       | 6                            | 13+               | Também conhecido como Maníaco da Torre. |
| Adimar Jesus da Silva                   | Goiás                      | 2009 a 2010       | 6                            | 6                 | Se enforcou na prisão em janeiro de 2010 poucos dias depois de preso.                                                                               |
| Sebastião Antônio de Oliveira           | São Paulo                  | 1953 a 1975       | 5                            | 5                 | Também chamado de "Monstro de Bragança" por matar crianças na região de Bragança Paulista.                                                          |
| Luiz Baú                                | Rio Grande do Sul          | 1974 a 1980       | 5                            | 5                 | Também ficou conhecido como "O Monstro de Erechim".                                                                                                 |
| Marcos Antunes Trigueiro                | Minas Gerais               | 2009 – 2010       | 5                            | 5                 | Também conhecido como o "Maníaco de Contagem". |
| Fortunato Botton Neto                   | São Paulo                  | 1986 a 1989       | 4                            | 7                 | Também chamado de "Maníaco do Trianon". |
| Deise de Moura dos Anjos                | Rio Grande do Sul          | 2024              | 4                            | 4                 | Entre agosto e dezembro de 2024, matou quatro pessoas da família usando veneno.                                                                     |
| Pedro Costa de Oliveira                 | Rio Grande do Sul          | 1922 – 1952       | 3                            | 3                 | Também chamado de "Pedro Palhaço". |
| José Augusto do Amaral                  | São Paulo                  | 1926              | 3                            | 3                 | Tasmbém chamado de "Preto Amaral", "O Monstro Negro" e "O Diabo Preto"; é algumas vezes considerado o primeiro assassino em série do Brasil         |
| Maníaco da Capa Preta                   | Minas Gerais               | 1989 a 1990       | 3                            | 3                 | Piromaníaco, nunca foi identificado. |
| Dyonathan Celestrino                    | Mato Grosso do Sul         | 2008              | 3                            | 3                 | Também conhecido como o "Maníaco da Cruz". |
| José Tiago Correia Soroka               | Santa Catarina e Paraná    | 2021              | 3                            | 3                 | Também algumas vezes chamado de "Coringa". |
| Febrônio Índio do Brasil                | Rio de Janeiro             | 1927              | 2                            | 10+               | O número de vítimas nunca foi definido; cumpriu a pena num manicômio judiciário.                                                                    |
| Francisco da Costa Rocha                | São Paulo                  | 1966 a 1976       | 2                            | 3                 | Mais conhecido como "Chico Picadinho". |

## Grupos e duplas
| Nome                                                    | Estado            | Anos de atividade | Vítimas provadas | Vítimas possíveis | Notas                                                     |
| ------------------------------------------------------- | ----------------- | ----------------- | ---------------- | ----------------- | --------------------------------------------------------- |
| José Ramos, Catarina Palse e Carlos Claussner           | Rio Grande do Sul | 1863 e 1864       | 9                | 9                 | O caso ficou conhecido como os Crimes da rua do Arvoredo. |
| Francisco de Assis Pereira da Costa e Maria dos Aflitos | Piauí             | 2024 a 2025       | 8                | 8                 | Mataram sete membros da família e uma vizinha.            |

## Na área da saúde (profissionais e impostores)
| Nome                     | Estado         | Anos d atividade | Vítimas provadas | Vítimas possíveis | Notas                   |
| ------------------------ | -------------- | ---------------- | ---------------- | ----------------- | ----------------------- |
| Abraão José Bueno        | Rio de Janeiro | 2005             | 4                | 4                 | Matou bebês e crianças. |
| Anísio Ferreira de Sousa | Pará           |                  | 3                | 3                 |                         |

## Leia também
- Lista de assassinos em série por número de vítimas